# LZ 129 힌덴부르크
LZ 129 힌덴부르크호(독일어: LZ 129 Hindenburg, 항공기 등록번호: D-LZ 129)는 독일의 체펠린형 비행선으로 바이마르 공화국의 대통령 파울 폰 힌덴부르크에서 유래하였다. 자매함인 LZ 130 그라프 체펠린과 함께 사상 최대의 항공기였으나, 운용 2년차인 1937년 5월 6일, 미국 뉴저지주의 레이크허스트 해군항공기지에 착륙하는 도중에 갑작스런 폭발로 인한 화재로 파괴, 소실되었다.

## 설계와 개발

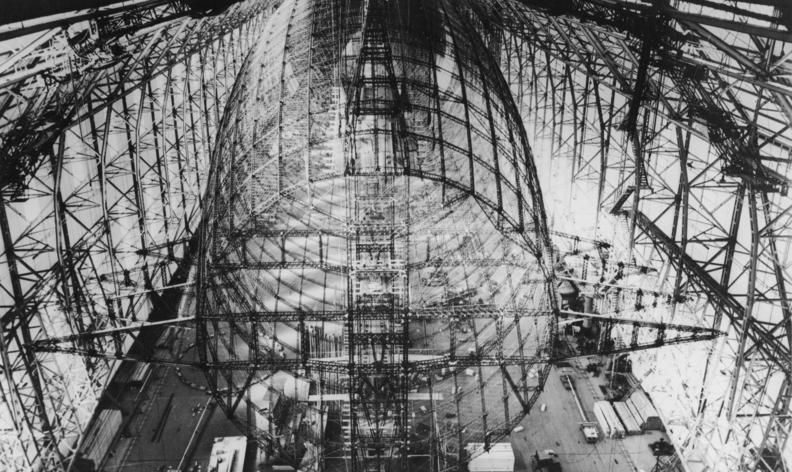
제작중인 힌덴부르크

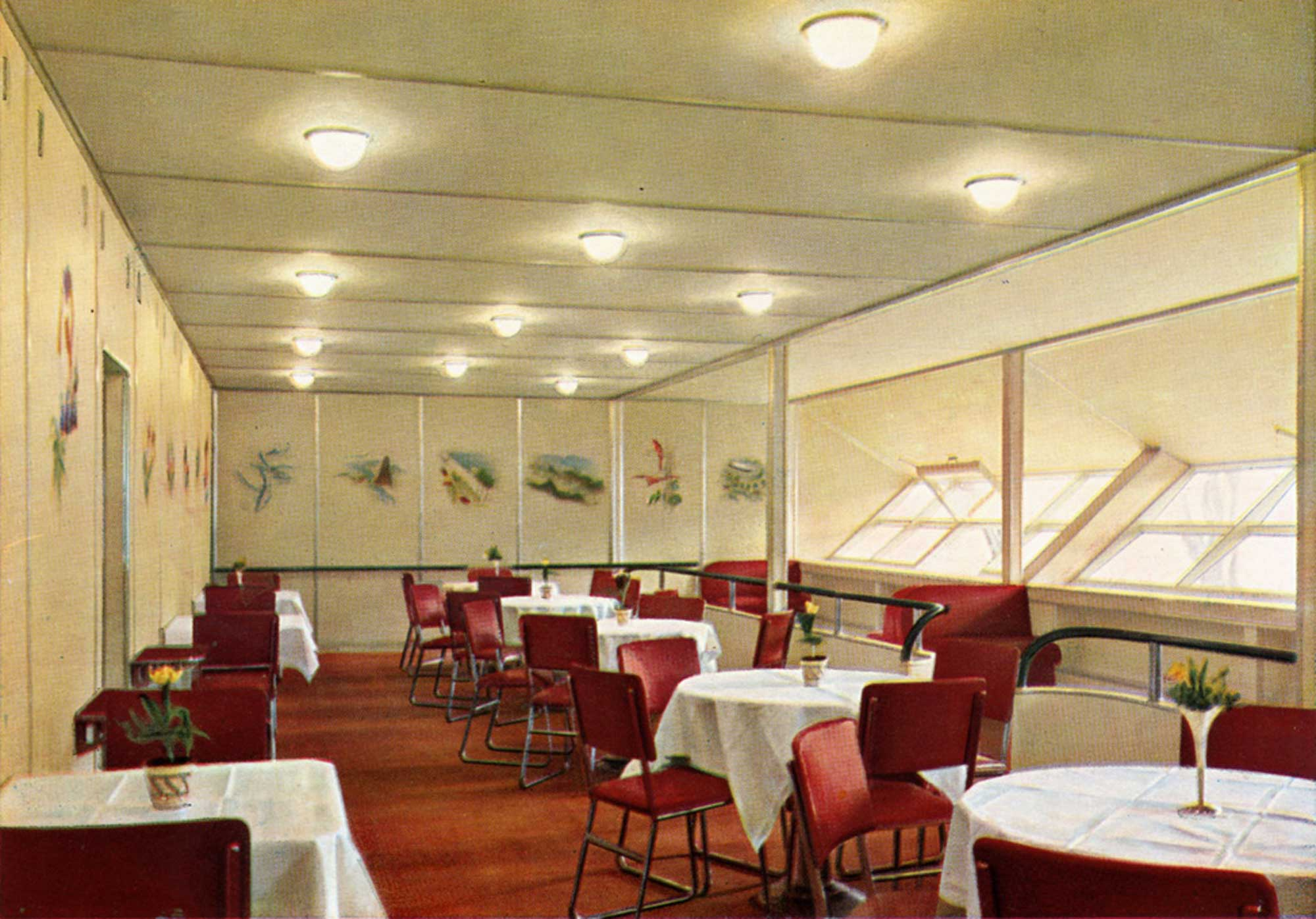
힌덴부르크의 식당

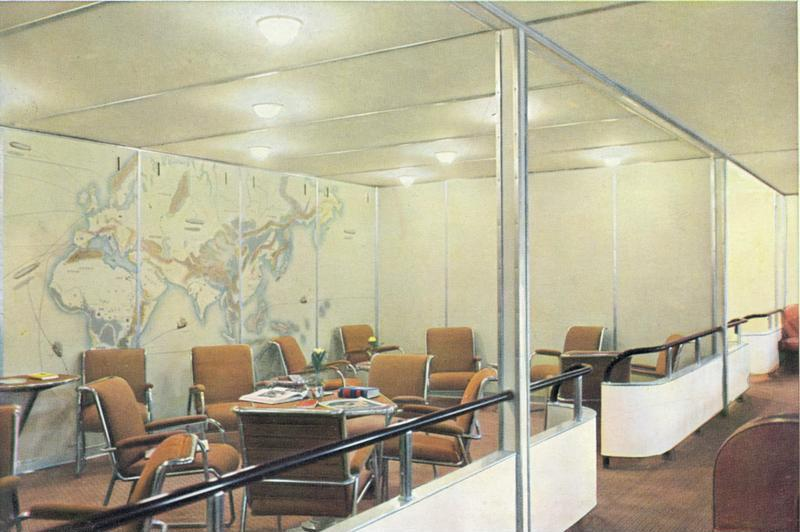
힌덴부르크의 라운지

힌덴부르크의 골격은 두랄루민을 이용하여 제작되었다. 대관람차와 같은 원형의 격벽 15개가 앞뒤에 걸쳐 늘어서 있고, 격벽들은 둘레를 따라 놓인 지지대로 연결되었으며 그 사이에 가스 주머니를 놓았다. 외피는 가스 주머니 속에 들어갈 수소가 자외선이나 적외선을 포함한 복사파의 피해를 입지 않도록 반사율이 높은 복합소재를 사용하였다. 가스실은 라텍스를 이용하였다. 1930년 영국의 비행선 R101에서 사고가 발생하자, 1931년 제펠린사는 힌덴부르크 설계를 변경하고 5,000 kg의 듀랄리움을 주문하였다.
힌덴부르크의 내부 설계는 프리츠 아우구스트 브레하우스가 하였다. 브레하우스는 힌덴부르크 이전에 독일 해군의 군함, 다수의 여객선, 그리고 풀만 컴퍼니의 객차 설계를 진행한 바 있었다. 곤돌라의 윗층인 “A” 갑판에는 우현에 식당을 배치하고 좌현엔 기록실과 라운지를 배치하는 등 공용 시설이 많은 부분을 차지하였고, 소량의 객실이 설치 되었다. 식당 벽면에는 그라프 제플린의 남아프리카 여행을 묘사한 그림이 그려져 있었고, 라운지에는 세계지도가 그려져 있었다. 갑판 양현에는 모두 전후 방면으로 긴 유리창을 달아 밖을 볼 수 있도록 하였다. 승객들은 운항 중 대부분의 시간을 객실 보다는 공용 시설에서 보냈다.
아랫층인 “B” 갑판에는 화장실과 승무원실, 그리고 흡연실이 있었다. 굿이어 제펠린 컴퍼니의 미국 대표였던 헤럴드 G. 딕은 “가스실에서 새어나온 수소가 점화되는 것을 방지하기 위해 흡연실로 들어갈 수 있는 입구를 단 하나로 하고, 입구에는 별도의 에어락을 설치하며, 흡연실 입구에 바를 설치해 흡연실에서 나오는 모든 승객이 혹시라도 담배를 지닌 채 나오지 않도록 조치할 것”을 주문하였다.

### 헬륨 대신 수소를 쓴 까닭
헬륨은 불연성 기체이기 때문에 비행선을 안전하게 띄울 수 있다. 하지만, 당시로서는 희귀한 원소인 헬륨은 미국 내의 광산에서 소량만이 생산되어 매우 비쌌기 때문에, 헬륨보다 저렴한 수소가 쓰이게 되었다. 한편, 미국에서 제작된 경식 비행선은 사고 방지를 위해 헬륨을 사용하는 것이 의무화되어 있었다.
미국이 1927년 헬륨의 국외 반출을 금지한 법률을 공포하였지만, 하이덴베르크의 설계자들은 시간이 많이 지났기 때문에 체펠린 비행선에 미국산 헬륨을 사용할 수 있는 허가를 얻을 수 있을 것이라 생각했다. 하지만, 결국 미국은 헬륨의 반출을 허가하지 않았고, 하이덴베르크는 수소를 사용할 수 밖에 없었다. 미국의 헬륨 금수 조치는 비행선이 군사용으로 전용될 것을 우려하였기 때문이었다. 수소는 높은 가연성을 지니고 있어 위험한 기체였지만 그 만큼의 부력을 갖는 다른 기체가 마땅히 없는데다, 독일 내에서는 이미 수소를 사용한 비행선이 많이 쓰이고 있었기 때문에 안전 조치를 확실히 하면 별다른 사고 없이 운항이 가능할 것이라고 보았다. 힌덴부르크는 첫해에 어떠한 사고도 없이 운항하여 이러한 믿음을 뒷받침해 주었다.

## 운항

### 첫 비행

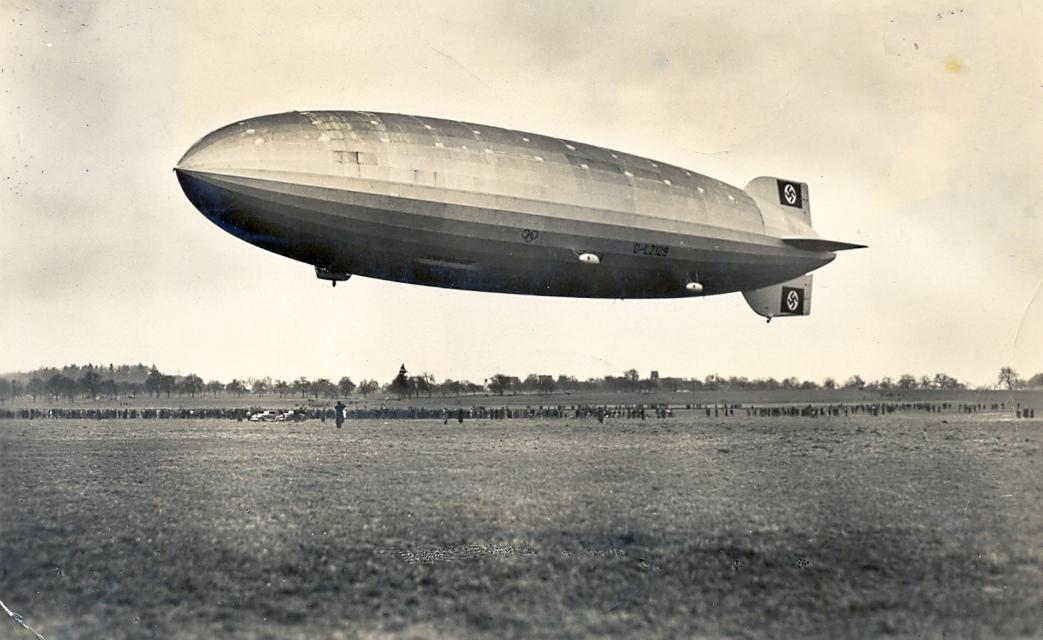
1936년 3월에 촬영한 힌덴부르크. 아직 선체에 이름을 표시하지 않았다.

힌덴부르크 선체에 인쇄된 로고

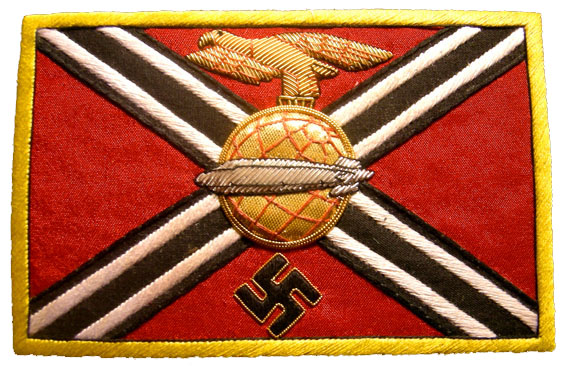
독일 체펠린 항운의 기

1931년 제작을 시작한 뒤로 5년이 지난 1936년 3월 4일, 프리드리히샤펜의 체펠린 공장에서 힌덴부르크호의 시험 비행이 이루어졌다. 시험 비행에는 체펠린 사의 회장 후고 에케너를 비롯하여, 제1차 세계 대전 당시 체펠린 비행선 부대의 사령관이었던 요아힘 브라이트하우프가 독일 항공부를 대표하여 탑승하였고, 체펠린 사에 소속된 여덟 명의 비행선 선장과 47명의 승무원, 그리고 제조창 직원 30명 등 87명이 승선하였다. 에케너는 이미 1년 전에 비행선의 이름을 힌덴부르크로 정하여 두었지만, 시험 비행 당시에는 선체에 표기하지 않았다. 선체에는 베를린에서 열릴 예정이었던 1936년 하계 올림픽을 홍보하기 위한 오륜기와 등록번호인 LZ 129 만이 표시되어 있었다. 첫 시험 비행이 있은 다음 날 있던 두 번째 시험비행에서 비행선은 뮌헨 상공을 통과하게 되었고, 당시 뮌헨 시장이었던 카를 프리흘러가 무선을 통해 비행선의 이름을 묻자, 에케너는 “힌덴부르크”라고 답하였다.
후고 에케너는 평소에 공공연히 나치에 반대하였고 힌덴부르크는 히틀러 집권 이전의 바이마르 공화국 대통령이었던 파울 폰 힌덴부르크의 이름이었기 때문에 나치 선전상 괴벨스는 즉각 에케너를 호출하였다. 괴벨스는 비행선의 이름을 “아돌프 히틀러”로 변경할 것을 요구하였지만 에케너가 이를 거부하자, 괴벨스는 독일 내에서 힌덴부르크라는 이름을 사용할 수 없으며 등록번호인 “LZ 129”로만 불릴 수 있다고 경고하면서 이를 어길 경우 에케너가 아무리 세계적으로 유명한 비행선 제작자라고 하더라도 독일 미디어에 다시는 이름이 오를 수 없을 것이라고 위협하였다. 이 때문에 힌덴부르크는 선체에 이름을 새긴 때에도 공식적인 기념 행사를 하지 않았다.
1935년 나치의 영향력 아래 헤르만 괴링이 비행선 운항사인 독일 체펠린 항운 유한회사(독일어: Deutsche Zeppelin Reederei GmbH ,DZR)를 설립하였다. DZR은 비행선 제작사인 체펠린 비행선(독일어: Luftschiffbau Zeppelin)과 독일 항공성, 그리고 독일 국립 항공사였던 도이치 루프트한자 A.G.(독일어: Deutsche Lufthansa A.G. )가 합작한 회사로 힌덴부르크 외에도 남아프리카 노선을 운항하는 LZ 127 그라프 체플린과 힌텐부르크의 자매선인 LZ 130 그라프 체플린 II를 운용하였다.
3주 간에 걸쳐 총 6차례의 시험비행을 마친 힌덴부르크는 3월 26일에서 29일까지 나치 선전에 동원되어 총 4,100 마일(6,598 km)에 달하는 선전 비행을 하였다. 선전 비행이 끝난 직후인 3월 31일, 힌덴부르크는 리우데자네이루로 가는 첫 상용 비행을 하였다. 이후 힌덴부르크는 프랑크푸르트를 기항지로 삼아 북아메리카 정기 노선을 비행하였다.

### 독일 순항

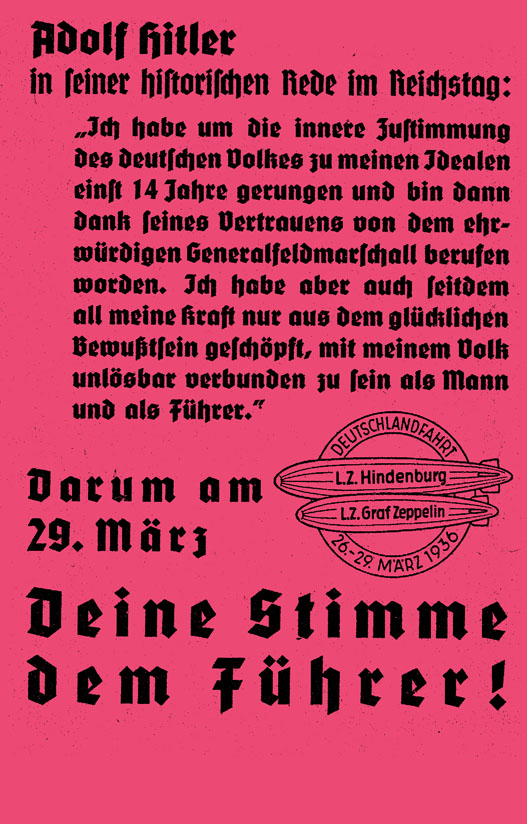
1936년 3월 29일 열릴 국민투표에서 히틀러를 지지할 것을 요구하는 전단지. 힌덴부르크호와 그라프 체펠린호에서 살포되었다.

힌덴부르크는 여객과 우편의 운송을 위해 제작된 것이었으나, 나치 독일의 국민계몽선전성은 힌덴부르크의 운용사인 DZR의 지분을 갖고 있는 항공성을 통해 나치 선전을 위한 활동을 요구하였다. 1936년 3월 7일 독일 제국 육군은 네덜란드, 룩셈부르크, 벨기에, 프랑스와 인접한 라인란트를 점령하였다. 라인란트는 제1차 세계대전 이후 베르사이유 조약에 의해 비무장지대로 선언된 곳이었다.
라인란트 재무장은 베르사이유 조약 뿐만 아니라 1925년 채결된 로카르노 조약도 어기는 것이었고, 나치는 이를 정당화 하기 위해 1936년 3월 29일 “선 조치”에 대해 “국민의 의사”를 확인하는 국민투표를 실시하기로 하였다. 힌덴부르크호는 그라프 제플린 호와 함께 국민투표 선전에 동원되었다. 선전상 괴벨스는 체플린 비행선에 두 비행선이 선전 활동을 위해 항시 대기할 것을 명령하였고 1936년 3월 26일부터 독일 전역을 돌며 전단지를 살포하도록 하였다. 전단지에는 다음과 같은 내용이 적혀 있었다.
아돌프 히틀러가 제국 의회에서 한 연설 :
"나는 독일인들이 내 이상을 수용하도록 14년 동안 투쟁하였다. 그리하여, 나에 대한 신뢰를 보내는 것에 감사한다. 나는 영예로운 육군 대원수[파울 폰 힌덴부르크]에 의해 소집된 적이 있었다. 그러나, 그 뒤로 영광스러운 국가와 정신적으로 불가분하게 엮인 국민들에게 내 모든 에너지를 바쳤다. 한 사람으로서, 그리고 지도자로서." [1936년 3월 7일]
따라서, 3월 29일
지도자에게 투표하시오!

에케너는 비행선이 험한 날씨를 가리지 않고 나치 선전에 동원되자 두려움을 느끼며 래흐만에게 다음과 같이 말했다.
| “ | 레흐만씨 어떻게 이런 날씨에 비행선의 운항을 명령할 수 있단 말이오? 당신은 이 바보같은 비행을 당장 중지시키는 것이 최선인데도, 그저 시끄러운 괴벨스 때문에 비행선을 잃는 위험을 감수하는군요. 이게 우리 사업에 어떤 합리적인 도움이 될 듯 싶소? | ” |

나치의 선전에 동원된 그라프 체플린 호와 힌덴부르크호 두 비행선은 선전 기간 동안 외부 스피커를 통해 음악과 선동 연설을 내보냈고, 선체에 현수막을 단 채 전단지를 살포하였다. 독일 각지에서 사람들은 두 거대한 비행선이 하늘에서 나란히 날며 나치를 선전하는 모습을 볼 수 있었다.

### 첫 여객 운송
국민투표가 98.79%의 찬성으로 끝난 뒤 힌덴부르크는 여객 운송에 복귀하였고, 첫 여객 운송으로 3월 29일 프리드리히샤벤을 출발하여 3월 31일 리우데자네이루에 도착하였다. 첫 여객 운항은 레흐만이 지휘하였고 에케너는 감독관의 자격으로 동승하였다. 이 때 에케너는 AP 통신과 인터뷰를 하였는데, 괴벨스는 독일 내에 어떠한 언론도 이를 언급하거나 사진을 게재하지 못하도록 통제하였다. 괴벨스는 세계적으로 유명해진 에케너가 정치인이 되어 히틀러와 경쟁하는 것을 차단하고자 한 것이다. 이러한 사실은 한 달여 뒤 뉴욕 타임즈에 보도 되었다.
첫 여객 운항에서 힌덴부르크호는 적지 않은 문제를 노출하였다. 다임러-벤츠사가 공급한 16기통의 디젤 엔진은 거전 핀이 망가져 헤시피 인근에서 긴급히 수리하였지만 엔진이 제 출력을 내지 못하였다. 회항로에서는 모로코 인근의 황금 해안에서 다른 엔진이 고장나 교체를 시도하였지만 재시동에 실패하였다. 이 때문에 힌덴부르크호는 모두 네 개의 엔진 가운데 두 개만을 사용하여 회항할 수 밖에 없었다. 사하라 사막을 횡단 할 때는 부력이 부족하여 점점 더 하강하기 시작하였고, 운 좋게 만난 상승 기류 덕분에 간신히 프랑스 남부로 진입할 수 있었다. 힌덴부르크는 고장 때문에 경로를 단축하여 론강을 타고 곧장 독일로 돌아갔다. 힌덴부르크호는 회항 뒤 엔진을 정비하였고, 그 뒤로 엔진이 고장난 적은 없었다.

### 1936년 대서양 횡단 운항

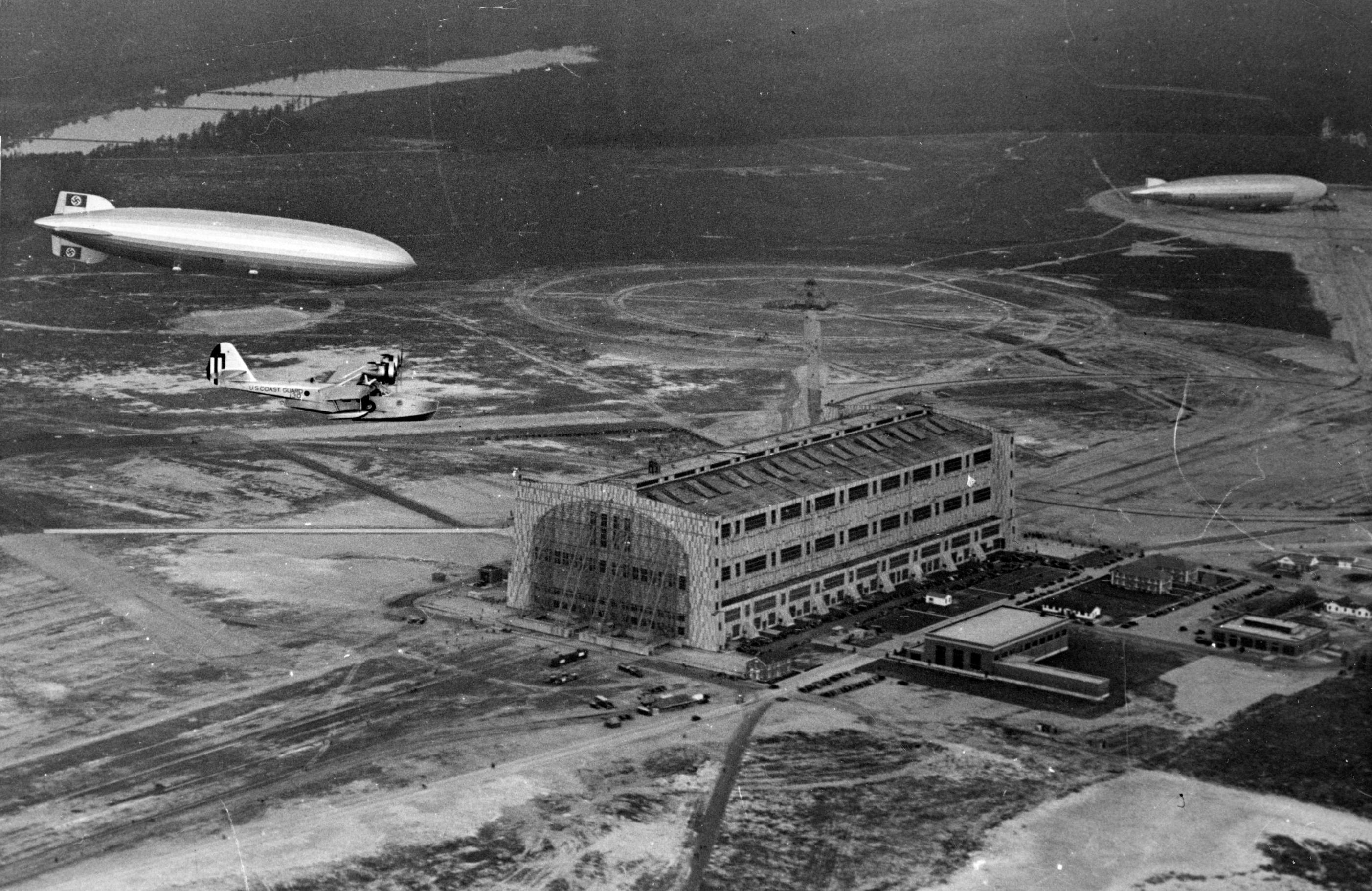
1936년 5월 레이크허스트에 도착한 힌덴부르크. 오른쪽 위로 출발하고 있는 미국 비행선 USS 로스엔젤레스 (ZR-3)가 보인다.

1936년 힌덴부르크는 대서양을 연간 17회 왕복하였다. 힌덴부르크가 연중 계속하여 대서양 횡단 운항을 한 것은 1936년이 유일하다. 횡단에는 19시간 51분이 소요되었으며 5일 동안 두 차례의 왕복을 한 적도 있었다. 당시 승객 가운데 가장 유명해진 사람으로는 독일의 헤비급 권투 챔피언 막스 슈멜링이 있었다. 슈멜링은 독일에서 힌덴부르크를 타고 미국으로 가서 1936년 6월 19일 뉴욕에서 조 루이스와 경기를 치러 승리한 뒤 다시 힌덴부르크를 타고 독일로 돌아갔다. 1936년 힌덴부르크는 총 191,583 마일(308,323 km)를 운항하여 2,798 명의 승객을 수송하였고 운송한 우편과 화물의 무게도 160톤에 달했다. 이러한 성공에 힘입어 체펠린 항공사는 힌덴부르크 운항 횟수를 늘리기로 결정하였다.
비행선은 매우 안정적으로 운항되어 탁자 위에 올려둔 연필이나 펜조차 구르지 않을 정도였다. 이륙 역시 매우 부드럽게 진행되어 승객들이 비행선 이륙을 알아차리지 못할 정도였다. 독일-미국 간 운임은 편도를 기준으로 400 미국 달러였다. 힌덴부르크호의 승객은 대부분 매우 부유한 사람들이었다.
1936년 8월 1일 베를린 올림픽이 열리자 힌덴부르크는 다시 나치의 선전에 동원되었다. 히틀러가 개회를 선포하는 순간 힌덴부르크는 곤돌라에 오륜기를 달고 저공 비행을 하여 주경기장 상공을 지나갔다.
1936년 대서양 운항 기간 동안 힌덴부르크는 블뤼트너 사에 주문하여 특별히 제작한 알루미늄으로 만든 그랜드 피아노를 음악실에 실어 연주를 제공하였다. 하지만, 1936년이 지난 이후엔 무게 부담 때문에 싣지 않았다.
1936년에서 1937년 사이의 겨울 동안 힌덴부르크는 객실 수용 인원을 늘리기 위해 2인 침실을 4인 침실로 개조하였다. 개조가 끝난 뒤 힌덴부르크의 여객 정원은 72명이 되었다. 또한 선체에 빗물받이와 저장소를 만들어 모이는 빗물을 부력을 조정하는 벨러스트로 이용하였다. 이 덕분에 힌덴부르크는 운항비용을 보다 절감할 수 있었다.

## 힌덴부르크호 화재사건

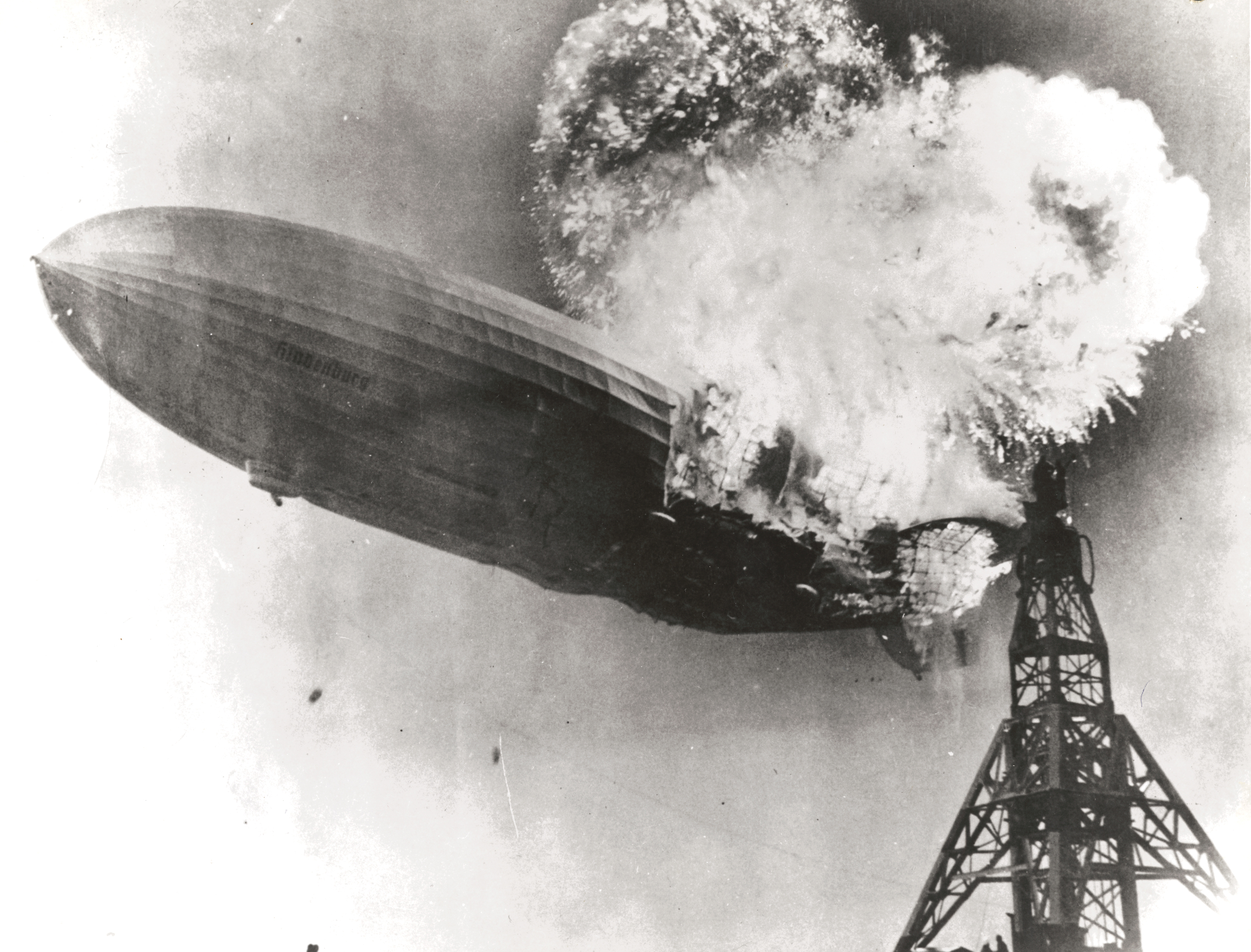
힌덴부르크호에 불이 붙은 직후의 사진

힌덴부르크호의 비극이 벌어진 날인 1937년 5월 6일 힌덴부르크호는 프랑크푸르트로부터 목적지인 미국 뉴저지주의 레이크허스트 국제공항에 도착하여 지상에 계류할 준비를 하고 있었다. 이때 갑자기 거대한 불길이 일어났다. 기체의 대부분인 수소가스가 연소되면서 생긴 불지옥에서 승객의 비명을 들은 목격자도 있었다.
시카고 WLS 라디오의 허브 모리슨 기자가 착륙 모습을 중계하다가 사고를 보고 남긴 방송 녹음과 필름이 전해진다.
| “ | 비행선에 불이 붙었습니다. ... 끔찍합니다. ... 세계 최악의 사고가 발생했습니다. ... | ” |

이 사고로 97명의 승객 중 36명이 사망했다. 1차 대전에서 공군기로 사용되었던 체펠린 비행선과 마찬가지로 이 힌덴부르크호도 수소를 사용하고 있었기 때문에 불에는 매우 취약한 기종이었다. 사고 당시 이 참사가 정전기의 급작스런 발생으로 흘러나온 가연성 수소가스에 불이 붙었을 것이라고 추측되었으나, 당시 한창 기치를 올리던 히틀러의 나치에 반대하는 세력이 폭탄을 설치했었다는 소문이 돌기도 했다.
여러 가설들 중 하나는 다음과 같다. 착륙 직전, 바람 때문에 좌우로 급회전을 하는 동안 과부하로 인해 케이블이 끊어져 수소 탱크를 찢어버린다. 이로 인해 탱크에 있던 수소 가스가 새어나간다. 목격자들이 보았던 비행선 위쪽의 물결치는 듯한 표면은 새어나간 수소 가스였다. 당시 흐린 날씨로 인해 비행선은 강한 전하를 띠고 있었다. 착륙을 위해 내린 밧줄을 통해 비행선의 금속 몸체에 있던 전하는 지상으로 흘러나가지만, 전도성이 낮은 비행선 표면의 전하는 그대로 유지되었다. 이에 따라 금속 몸체와 표면 사이에 큰 전압 차이가 생기고, 결과적으로 스파크가 발생하여 수소 가스를 점화시킨다. 이 참사로 인하여 비행선에 의한 여객 수송 시대는 막을 내리게 되었다.

## 주해
1. ↑  오른쪽 독일어 전단지를 한국어로 번역함
2. ↑  1774년을 100으로 볼 때 달러의 구매력은 1930년에 0.47, 2012년에 0.03을 기록하였다.("Measuring Worth – Purchasing Power of Money in the United States from 1774 to 2010". Retrieved April 22, 2010.)이를 기준으로 힌덴부르크호의 편도 운임을 2012년 가격으로 환산하면 약 6,266 미국 달러가 된다. 환율을 약 1,100 원/달러로 계산하면 2012년을 기준으로 6,892,600 원이다.